# Mljet (trajekt)
M/T Mljet je trajekt pro místní linky ve flotile chorvatské lodní společnosti Jadrolinija. Je to čtvrtý trajekt v řadě, který zahrnuje také trajekty Kornati, Brač a Krk. Předán a pokřtěn byl 14. listopadu 2014. V současnosti se plaví na lince Split-Supetar
Kapacita je 616 osob a 145 aut nebo 16 přívěsů (každý do 40 tun).